# Marianne Timmer
Maria Aaltje Timmer (conocida como Marianne Timmer; Sappemeer, 3 de octubre de 1974) es una deportista neerlandesa que compitió en patinaje de velocidad sobre hielo.
Participó en tres Juegos Olímpicos de Invierno, obteniendo tres medallas de oro, dos en Nagano 1998, en los 1000 m y 1500 m, y la tercera en Turín 2006, en los 1000 m, y el cuarto lugar en Salt Lake City 2002 (1000 m).
Ganó siete medallas en el Campeonato Mundial de Patinaje de Velocidad sobre Hielo en Distancia Individual entre los años 1997 y 2005, y dos medallas en el Campeonato Mundial de Patinaje de Velocidad sobre Hielo en Distancia Corta, oro en 2004 y bronce en 2000.

## Palmarés internacional
| Juegos Olímpicos                           | Juegos Olímpicos          | Juegos Olímpicos  | Juegos Olímpicos      |
| Año                                        | Lugar                     | Medalla           | Prueba                |
| ------------------------------------------ | ------------------------- | ----------------- | --------------------- |
| 1998                                       | Nagano (Japón)            | Medalla de oro    | 1000 m                |
| 1998                                       | Nagano (Japón)            | Medalla de oro    | 1500 m                |
| 2006                                       | Turín (Italia)            | Medalla de oro    | 1000 m                |
| Campeonato Mundial en Distancia Individual |                           |                   |                       |
| Año                                        | Lugar                     | Medalla           | Prueba                |
| 1997                                       | Varsovia (Polonia)        | Medalla de oro    | 1000 m                |
| 1997                                       | Varsovia (Polonia)        | Medalla de bronce | 1500 m                |
| 1999                                       | Heerenveen (Países Bajos) | Medalla de oro    | 1000 m                |
| 1999                                       | Heerenveen (Países Bajos) | Medalla de bronce | 500 m                 |
| 2000                                       | Nagano (Japón)            | Medalla de plata  | 1000 m                |
| 2004                                       | Seúl (Corea del Sur)      | Medalla de plata  | 1000 m                |
| 2005                                       | Inzell (Alemania)         | Medalla de bronce | 1000 m                |
| Campeonato Mundial en Distancia Corta      |                           |                   |                       |
| Año                                        | Lugar                     | Medalla           | Prueba                |
| 2000                                       | Seúl (Corea del Sur)      | Medalla de bronce | Clasificación general |
| 2004                                       | Nagano (Japón)            | Medalla de oro    | Clasificación general |